# The Lighthouse Keeper
The Lighthouse Keeper est un film muet américain réalisé par Thomas H. Ince et sorti en 1911.

## Synopsis
Polly Berry, fille de l'ancien gardien du phare, est courtisé par deux hommes, Bert Duncan et Tom Atkins. La jeune femme s'attache à ce dernier, et Duncan jure de se venger du couple. Alors que les deux amoureux se trouvent à bord d'une barque en pleine tempête, Bert se propose d'éteindre le phare...

## Fiche technique
- Réalisation : Thomas H. Ince
- Production : Carl Laemmle
- Date de sortie :  États-Unis : 18 mai 1911

## Distribution
- William E. Shay : Bert Duncan
- Mary Pickford : Polly Berry
- J. Farrell MacDonald : Nat Berry
- Jack Harvey : Tom Atkins
- Hayward Mack
- Lottie Pickford